# Ariamnes hiwa
Ariamnes hiwa es una especie de arácnido del orden de la arañas (Araneae) y de la familia Theridiidae. Originaria de la isla de Hawái en Hawái.

## Etimología
Su nombre viene de la palabra hawaiana hiwa (negro) y hace referencia al color de la zona dorsal de su abdomen.

## Hábitat
A. hiwa se encuentra en bosques montanos húmedos en la isla de Hawái. La especie parece ser de vida libre.